# フォルムラ・トレ
フォルムラ・トレ（Formula 3、Formula Tre）は、イタリアのポップ・ロック・グループで、主に1970年代初頭に成功した。

## 略歴
グループは1969年に結成された。ルチオ・バッティスティがプロデュースした彼らは、バッティスティの珍しいライブ・コンサートでバック・メンバーとして同行した面々であった。彼らの最初のヒット曲は「Questo folle sentimento」で、1970年のイタリアのヒット・パレードで5位にランクインし、続いて「Io ritorno solo」（イタリアのヒット・パレードで3位）などのトップ20ヒットが続いた。「Eppur mi son scordato di te」（イタリアのヒット・パレードで2位）、すべて同じくバッティスティによって作曲された。1971年に彼らはリトル・トニーと一緒に「La folle corsa」という曲でサンレモ音楽祭に参加した。グループは1974年に解散し、バンド・メンバーそれそれがソロ・キャリアを追求した後、1990年に再結成した。1992年と1994年にさらに2回、「Un frammento rosa」と「La casa dell'imperatore」という曲でサンレモ音楽祭に参加した。1992年にガブリエレ・ロレンツィがバンドを脱退し、アンドレア・ピスティッリ、マウリツィオ・メタルス、そして2013年からはチロ・ディ・ビトントが交代で加入した。

## メンバー

### 最終メンバー
- アルベルト・ラディウス (Alberto Radius) - ギター、ボーカル (1969年–1974年、1990年–2013年)
- トニー・チッコ (Tony Cicco) - ドラム、ボーカル (1969年–1974年、1990年–2013年)
- チロ・ディ・ビトント (Ciro Di Bitonto) - キーボード (2013年)

### 旧メンバー
- ガブリエレ・ロレンツィ (Gabriele Lorenzi) - キーボード、ボーカル (1969年–1974年、1990年–1992年)
- アンドレア・ピスティッリ (Andrea Pistilli) - キーボード (1992年–1994年)
- マウリツィオ・メタルス (Maurizio Metals) - キーボード (1994年–2012年)

## ディスコグラフィ

### スタジオ・アルバム
- 『怒りの日』 - Dies Irae (1970年、Numero Uno)
- 『フォルムラ・トレ』 - Formula 3 (1971年、Numero Uno)
- 『夢のまた夢』 - Sognando e risognando (1972年、Numero Uno)
- 『神秘なる館』 - La grande casa (1973年、Numero Uno)
- 1990 (1990年、Numero Uno)
- King Kong (1991年、RCA)
- Frammenti rosa (1992年、Durium)
- La casa dell'imperatore (1994年、Carras)
- La Formula di Battisti (1996年、CGD)
- La folle corsa e altri successi (2001年、Idea)
- Live 40 D.O.C. (2009年、Idea)
- 1970 Recording Session (2020年、SONY BMG MUSIC ENTERTAINMENT (Italy) S.p.A.)

### ライブ・アルバム
- 『夢のまた夢2013〜ライヴ・アット・クラブ・チッタ』 - Official Bootleg Limited Edition Live Recorded At Club Citta On Apr.27.2013 (2013年、Vivid Sound)

### シングル
- "Questo folle sentimento"/"Avevo una bambola" (1969年、Numero Uno)
- "Sole giallo, sole nero"/"Se non è amore cos'è" (1970年、Numero Uno)
- "Io ritorno solo"/"Nanananò" (1970年、Numero Uno)
- "La folle corsa (pt.I)"/"La folle corsa (pt.II)" (1971年、Numero Uno)
- "Nessuno nessuno"/"Eppur mi son scordato di te" (1971年、Numero Uno)
- "Sognando e risognando"/"Storia di un uomo e di una donna" (1972年、Numero Uno)
- "La ciliegia non è di plastica"/"Cara Giovanna" (1973年、Numero Uno)
- "Rapsodia di Radius"/"Bambina sbagliata" (1973年、Numero Uno)
- "Un frammento rosa"/"Un frammento rosa" (Instrumental) (1992年、Durium)
- "La tua Africa" (2013年、upload to YouTube)